# گرنج، استرالیای جنوبی
گرنج (به انگلیسی: Grange) یک حومه شهر در استرالیا است که در استرالیای جنوبی واقع شده‌است.